# CZ-100
CZ-100 je polavtomatska pištola češkega koncerna Česká Zbrojovka.

## Zgodovina
Pištola, ki ima polimerno ogrodje in striker namesto kladivca, je prvi tovrstni izdelek te češke tovarne. Izdelana je v kalibrih 9 mm Luger in .40 S&W.

## Opis
Pištola je, kot vsi izdelki te tovarne, enostavna in relativno poceni. Deluje na browningovem principu kratkega trzanja cevi in je na voljo le z dvojnim delovanjem prožilca (DAO). Zaradi tega (in dejstva, da uporablja »striker«) pištola tudi nima klasične varovalke. Polimerično ogrodje in majhna masa pištole jo dela zanimivo za uporabo v varnostnih silah. Za natančnost poskrbijo klasični prednji in zadnji merek. V Sloveniji je bila pištola nekaj časa v uporabi Ministrstva za pravosodje RS, a so jo zaradi nezanesljivosti delovanja v letu 2005 zamenjali s pištolo iste tovarne CZ-75 compact.